# Glam metal
El glam metal (también conocido como hair metal o pop metal) es un subgénero musical del heavy metal que combina aspectos sonoros del heavy metal tradicional, hard rock, punk rock y del pop, con la apariencia visual del glam rock. Influidos mayormente por las bandas estadounidenses del hard rock de los años 1970, los primeros artistas del glam aparecieron a finales de la misma década y principios de la siguiente en los clubes nocturnos del Sunset Strip en Los Ángeles, Estados Unidos.
En los años de 1980, el glam metal se posicionó como uno de los estilos musicales más vendidos en los principales mercados mundiales. La apariencia visual de los músicos, los ganchos melódicos de las canciones y sobre todo las power ballads, ayudaron a que varias producciones consiguieran los primeros lugares de las listas musicales y obtuvieran algunas certificaciones discográficas. Sin embargo, a principios de los años 1990 el subgénero perdió inesperadamente su popularidad debido a los excesos de los músicos y a los nuevos estilos musicales que irrumpieron en los medios de comunicación estadounidenses. Un factor importante en el declive del glam metal fue la aparición del grunge, que con una estética simple y con letras orientadas al descontento social, conquistó los gustos musicales del público.
A finales de los años 1990 el glam metal vivió un resurgimiento en algunos países, pero sin conseguir el éxito de antaño. Además, a principios de los años 2000 aparecieron nuevas bandas con las principales características del subgénero, tanto estadounidenses como europeas, que mantuvieron vigente al subgénero.

## Características y terminología

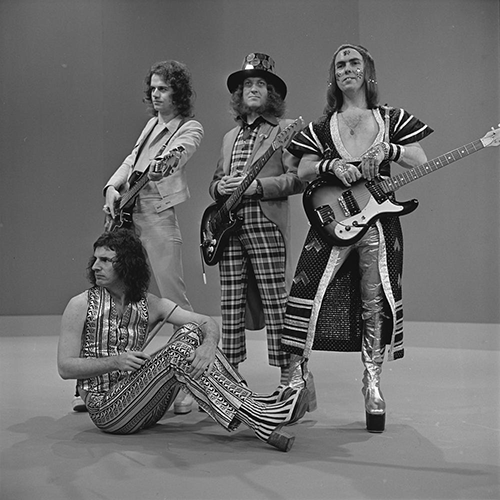
El aspecto visual de las bandas del glam metal fue influida por el glam rock de la década de los setenta. En la imagen, Slade, una de las agrupaciones más representativas del glam rock.

El glam metal combina el sonido del heavy metal tradicional con elementos del hard rock, el punk y la influencia del género pop. Muchas de las bandas principales del subgénero enfatizaron el riff (fraseo melódico repetitivo) y el shred (estilo complejo de ejecución instrumental) de la guitarra eléctrica típicos del heavy metal, pero la mayor atracción del glam era el pegadizo gancho melódico (hook, en inglés) tomado del arena rock. El uso de la armonía se vio notablemente en las power ballads: canciones lentas y emotivas que poseían una introducción suave, pero gradualmente aceleraban el ritmo para terminar con un sonido pesado. Estos se convirtieron en los sencillos más exitosos comercialmente del subgénero, porque llamó la atención de un público que no había encontrado ninguna atracción anteriormente por el heavy metal, debido en parte a sus letras sobre el amor y la lujuria y porque a menudo iban dirigidas a una mujer en particular. Por otro lado, estéticamente se vio influido por el glam rock de la década de 1970 como el uso del cabello largo y voluminoso; ropa colorida como camisas y chalecos de leopardo pegadas a la piel, botas de vaqueros apretadas, pantalones de elastano o de cuero y accesorios como joyas y cintas para el pelo, todo esto acompañado por un maquillaje bien elaborado. El aspecto visual de las bandas llamó la atención de los productores televisivos de la MTV, cuyo establecimiento coincidió con el desarrollo del subgénero. A su vez, varios músicos se hicieron bastante famosos en los años 1980 debido a su desenfrenado estilo de vida: rodeado de drogas, alcohol, prostitutas y de masivas fiestas nocturnas, que fue ampliamente cubierta por la prensa sensacionalista.
La socióloga Deena Weinstein en su libro Heavy Metal: The Music and Its Culture señala los diversos términos utilizados para referirse a esta forma más comercial de heavy metal, que ella agrupa como lite metal, algo así como metal suave en español. Estos incluyen, además del glam metal, al hair metal, metal melódico, falso metal, bandas poodle, nerf metal, pop metal o metal pop, siendo este último apodado en 1983 por el crítico y escritor Philip Bashe para describir el estilo de bandas como Van Halen y Def Leppard. De acuerdo con el sitio web Allmusic existe una diferencia entre el pop metal y el hair metal, ya que el primero se refiere a las bandas de hard rock y heavy metal que orientaron su sonido al circuito comercial en los años 1980 como por ejemplo, Bon Jovi y Def Leppard, mientras que el segundo se refiere a las agrupaciones que poseían una vestimenta ostentosa y un maquillaje cargado como es el caso de Poison y Mötley Crüe.

## Sunset Strip

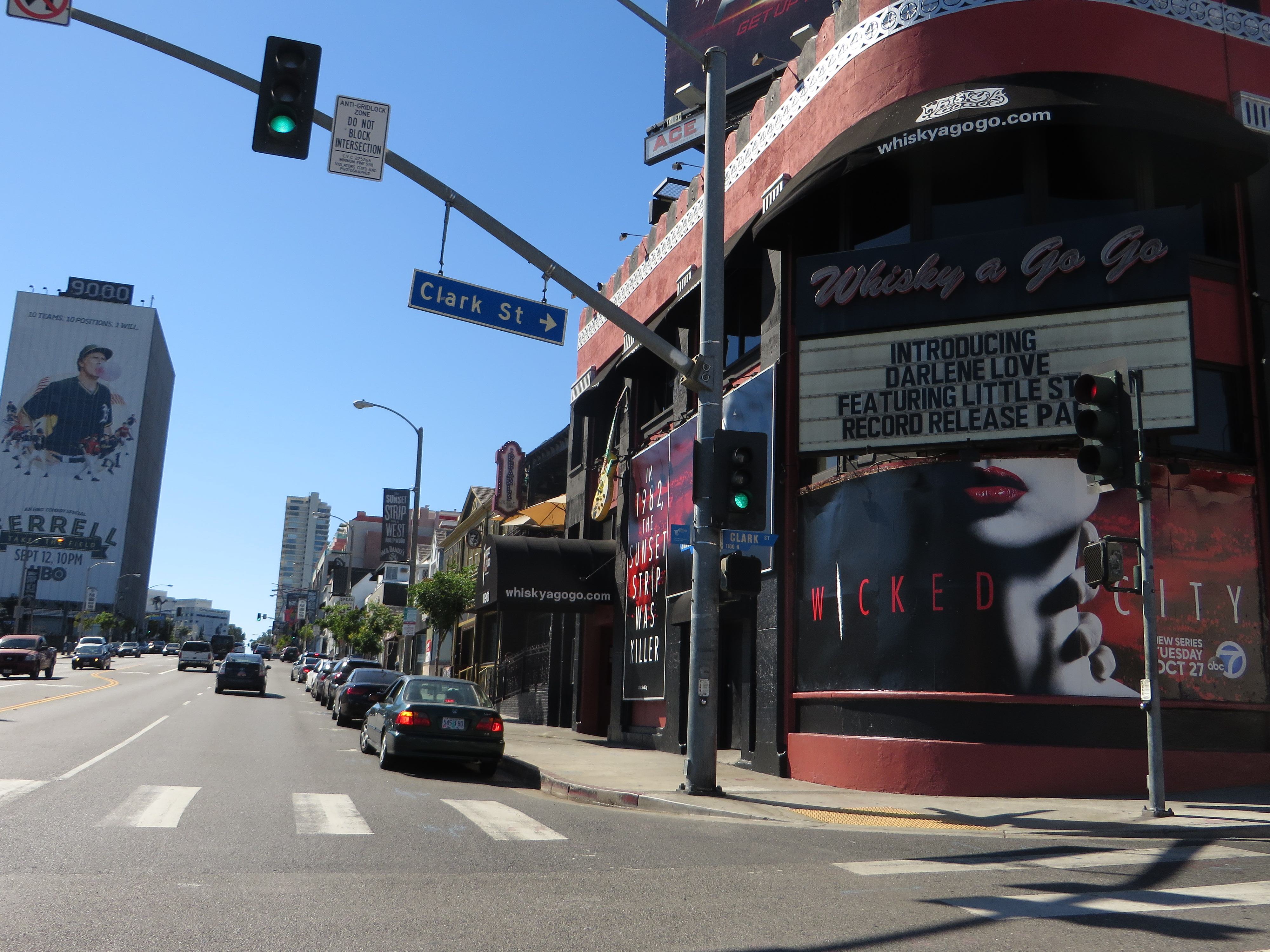
La escena glam comenzó en el sector de Sunset Strip en Los Ángeles. En la imagen, el club nocturno Whisky a Go Go.

La escena glam metal nació en una franja ubicada en la calle Sunset Boulevard en West Hollywood, al norte de Los Ángeles, conocida como Sunset Strip. Desde los años 1920 este sector de la ciudad se llenó de bares, restaurantes y casinos, que atrajo la atención de un público adulto principalmente porque podían consumir bebidas alcohólicas en las habitaciones traseras de los recintos durante el período de la ley seca, conocida popularmente como «la prohibición». En la década de 1960 era un punto de encuentro para la contracultura y artistas del folk rock, como también fue el escenario de los disturbios ocurridos en noviembre de 1966 que enfrentó a la policía con los hippies. Por aquel mismo tiempo y hasta mediados de la década siguiente, varias bandas de rock como Led Zeppelin, The Byrds, Frank Zappa, The Doors o Love tocaron en los diversos clubes del Sunset Strip como el Whisky a Go Go, The Roxy, Pandora's Box, London Fog, Rodney's English Disco, Gazzari's, Troubadour, The Starwood y Rainbow Bar and Grill, atrayendo a un público más joven y con ganas de pasarlo bien. Para finales de los años 1970 el hardcore punk ganaba popularidad en Los Ángeles, pero los dueños de los clubes tenían temor de contratar a bandas como Black Flag y Circle Jerks debido a los desórdenes que atraían y en cambio le dieron mayor cabida al naciente subgénero, mediante el sistema «pagar por tocar».
El escritor Ryan Moore en su libro Sells Like Teen Spirit: Music, Youth Culture, and Social Crisis afirma que Van Halen fue la primera banda de esta nueva ola de artistas en tocar en el Sunset Strip. Poco a poco, un número indefinido de agrupaciones se trasladaron a ese sector de la ciudad para poder tocar en los recintos y así conseguir fama, como así hicieron Mötley Crüe, W.A.S.P., Mickey Ratt (más tarde llamados Ratt) o Roxx Regime (más tarde llamados Stryper). Al respecto, Bret Michaels de Poison —banda fundada en Pensilvania— relató cómo fue su reacción al llegar al Sunset Strip en 1984: «Cuando finalmente llegamos al Strip fue ¡Oh mierda! estamos pasando por el Rainbow, el Gazzari's, el Roxy, el Whisky y debe haber unas 100 000 personas caminando». Stevie Rachelle de Tuff afirmó que: «Dentro de una a tres millas cuadradas en un viernes, sábado por la noche, había probablemente entre 50 a 75 bandas tocando». La promoción de los conciertos era fundamental para cada banda y por ello imprimían montones de volantes que eran distribuidos entre los seguidores o eran pegados en los postes, según George Lynch de Dokken fue una escena competitiva: «Poníamos nuestros carteles en los postes telefónicos, [y] la próxima banda venía un par de horas más tarde, desgarraba los nuestros y ponía los suyos». Gran parte de la escena musical vivida en Los Ángeles por esos años quedó registrada en el documental The Decline of Western Civilization Part II: The Metal Years de 1988, dirigido por Penelope Spheeris.

## Historia

### Orígenes y predecesores

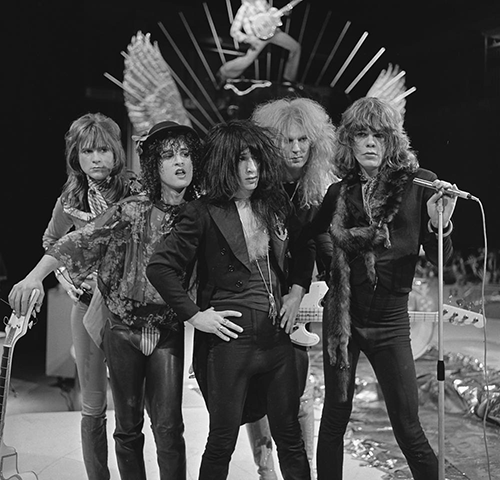
La banda estadounidense New York Dolls fue una de las principales influencias del glam metal.

Según el periodista e historiador musical Stephen Davis, las influencias del glam metal se remontan a las bandas estadounidenses de hard rock de los años 1970: Aerosmith, Kiss, Boston, Cheap Trick, New York Dolls, y en menor medida a Alice Cooper y al heavy metal tradicional europeo. Dos de los aspectos más influyentes para el movimiento fueron las habilidades del guitarrista Eddie Van Halen —que popularizó la técnica del tapping— y la presentación histriónica del cantante David Lee Roth, ambos de la banda Van Halen que debutó en 1978 en los clubes de Los Ángeles. Por su parte, la agrupación finlandesa Hanoi Rocks, fuertemente influidos por New York Dolls, es considerada como el prototipo de la apariencia visual del subgénero. Mientras que el disco de 1981 High 'n' Dry de la banda Def Leppard —pertenecientes a la nueva ola del heavy metal británico— es, según el libro Allmusic Guide to Rock: The Definitive Guide to Rock, Pop and Soul, la producción que ayudó a definir el sonido del hard rock desarrollado en la década de 1980.

### Primera ola (1981-1985)
Aunque no existe una fecha exacta para definir el inicio del glam metal, varios críticos afirman que comenzó entre finales de los años 1970 y principios de 1980. Sin embargo, el escritor Ryan Moore menciona que la gran mayoría de ellos concuerdan que comenzó en 1981 cuando se publicaron los primeros discos relacionados al subgénero: Too Fast for Love de Mötley Crüe, el álbum homónimo de Kix y la tercera producción de Y&T, Earthshaker. Lentamente el glam metal atrajo la atención del público estadounidense, ya que a partir de 1983 varios artistas ingresaron en el conteo local. Too Fast for Love de Mötley Crüe llegó hasta el puesto 77 de la lista Billboard 200, mientras que su segundo disco Shout at the Devil de 1983 alcanzó la casilla 17. De acuerdo con David Jeffries del sitio Allmusic, la banda aumentó su popularidad en el resto del país gracias a la constante rotación del video musical de «Looks That Kill» en la MTV, porque les permitió llamar la atención de un público que no estaba familiarizado con su carrera en los clubes angelinos. Dawn Patrol, álbum debut de Night Ranger publicado en 1982, también ingresó en la lista de los más vendidos de los Estados Unidos (puesto 38), mientras que «Don't Tell Me You Love Me» fue hasta ese entonces el sencillo más exitoso de la banda, ya que llegó hasta la posición 40 de los Billboard Hot 100. Mean Streak de Y&T, Breaking the Chains de Dokken y Cool Kids de Kix, también ingresaron en la lista Billboard 200 en los puestos 103, 136 y 177 respectivamente.

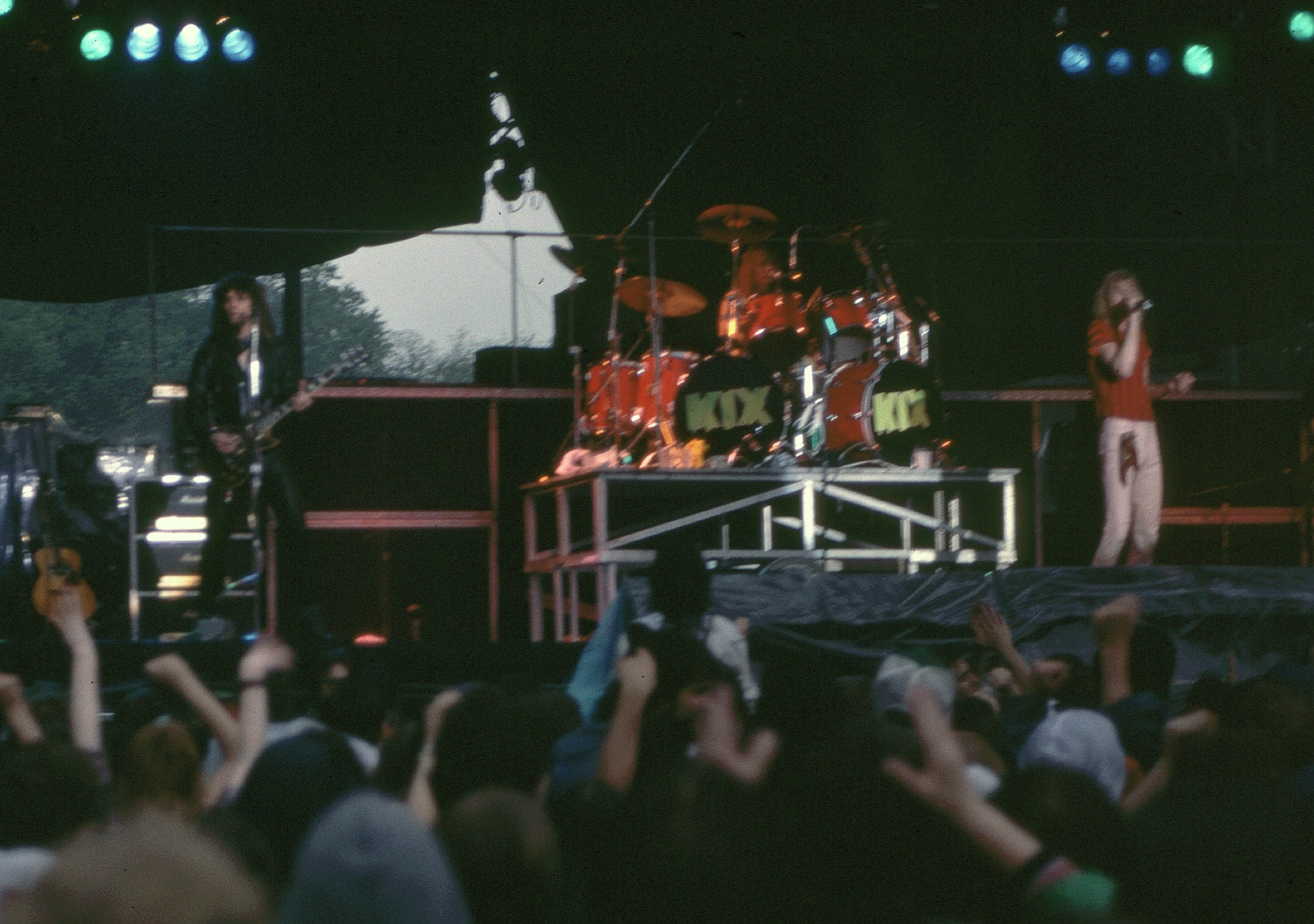
Kix fue una de las primeras agrupaciones del glam metal. En la imagen, la banda en vivo en 1983.

Por su parte, la tercera producción de Quiet Riot, Metal Health, fue el primer álbum de heavy metal en alcanzar el primer lugar del conteo musical más importante de los Estados Unidos. Apoyado por los sencillos «Cum On Feel the Noize» y «Bang Your Head (Metal Health)», que se situaron en los lugares 5 y 31 de la lista de sencillos estadounidense, el disco vendió solo en 1983 más de un millón de copias y hasta 1995 fue certificado con séxtuple disco de platino por el organismo certificador estadounidense por vender más de seis millones de ejemplares. En ese mismo año la banda británica Def Leppard puso a la venta Pyromania, un disco con un enfoque más melódico y accesible para las estaciones de radio, en comparación con el sonido más agresivo de sus anteriores producciones. Este cambio de estilo ayudó a que el disco alcanzara en solo un par de semanas el segundo lugar en la lista Billboard 200 y en poco más de un año vendiera más de seis millones de copias únicamente en los Estados Unidos. El sonido particular de Pyromania fue especialmente emulado por las bandas emergentes de California y su éxito comercial indujo a otras agrupaciones ya existentes a seguir el ejemplo de Def Leppard. Otros artistas que pusieron a la venta producciones relacionadas con el glam en 1983 fueron Lita Ford con su primer álbum solista, Out for Blood, Kiss con Lick It Up, la primera producción sin su característico maquillaje facial; y Pantera que debutó con Metal Magic, con un sonido muy diferente al que los hizo populares en la década siguiente.
En 1984, el movimiento seguía en alza en los Estados Unidos con el segundo álbum de Night Ranger, Midnight Madness —publicado en 1983 y n.º 15 en la lista de éxito— y el sencillo «Sister Christian», que se situó en la casilla 5 de la lista de sencillos local; In Rock We Trust de Y&T alcanzó el puesto 46; Tooth and Nail de Dokken llegó hasta la posición 49 en los Billboard 200, mientras que su power ballad «Alone Again» llegó hasta la casilla 64 en los Billboard Hot 100; y la cuarta producción de Quiet Riot Condition Critical también ingresó en la lista de los más vendidos de los Estados Unidos, en el puesto 15. Debido al éxito de estas bandas varios sellos discográficos se motivaron para firmar con otros grupos de glam metal, no solo de Los Ángeles y otras ciudades de los Estados Unidos, sino también de otros países, como Ratt, Bon Jovi, Great White, Black 'n Blue, Autograph, W.A.S.P., Icon, Keel, Madam X, Lizzy Borden, Kick Axe, Pretty Maids o TNT. Por otro lado, el segundo álbum de Lita Ford Dancin' on the Edge también entró en los Billboard 200 en el puesto 66, mientras que Animalize de Kiss, citado por Greg Prato de Allmusic como el primer disco de la banda en poseer la estética y letras del glam, llegó hasta la posición 19. Asimismo, Stay Hungry de Twisted Sister se ubicó en la casilla 15 del principal conteo estadounidense, ayudado por los cómicos videos musicales de «I Wanna Rock» y «We're Not Gonna Take It» que tuvieron una positiva aceptación en la MTV. Por último, en el disco 1984, Van Halen incluyó un masivo uso de sintetizadores, ganchos melódicos y temas más comerciales que permitió que su sexta producción llegara al puesto 2 de la lista Billboard 200. Promocionado por cuatro sencillos, entre ellos «Jump» que se situó en el primer lugar de los Billboard Hot 100, el álbum vendió solo en 1984 más de cuatro millones de copias únicamente en los Estados Unidos.

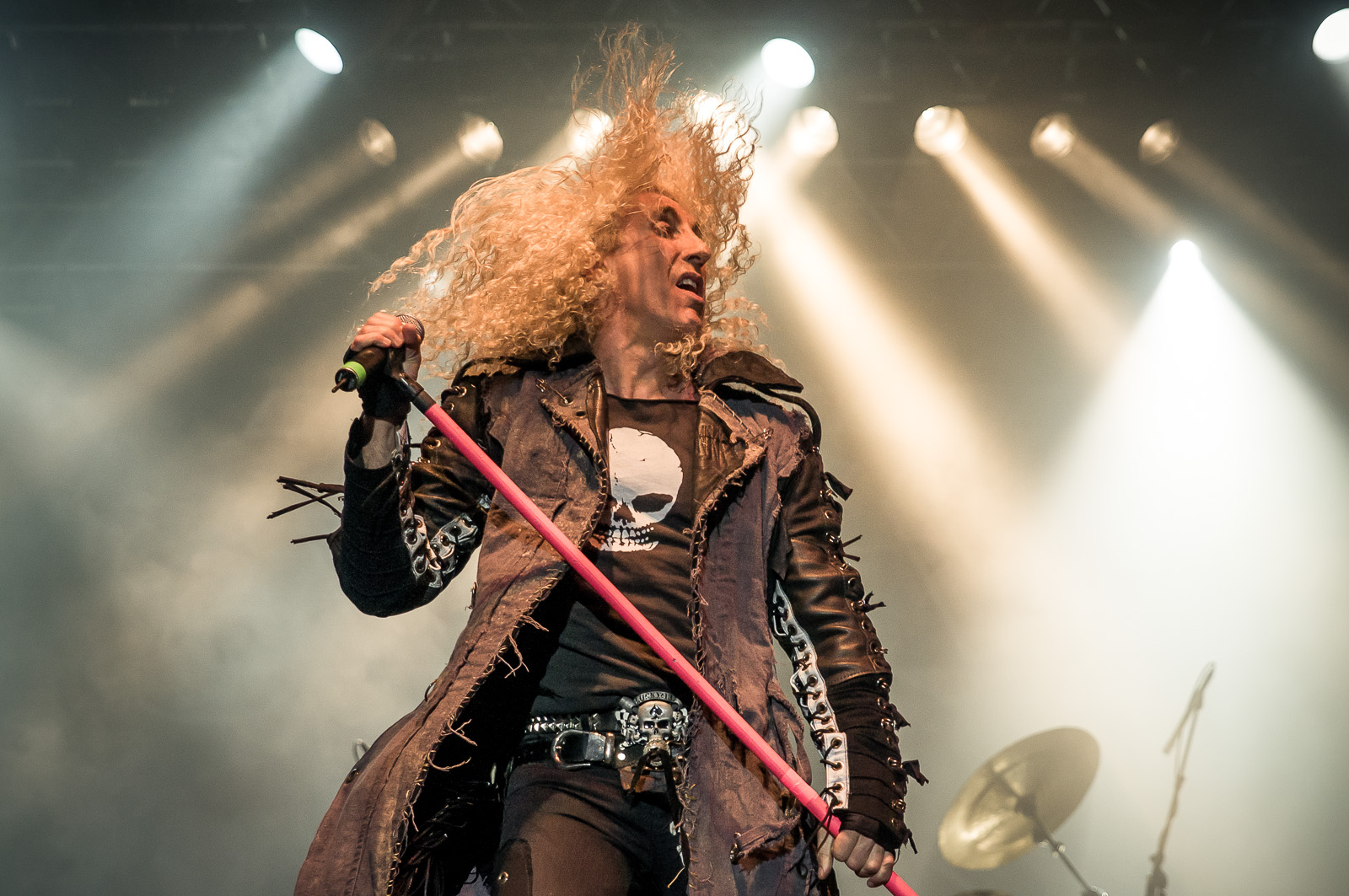
Twisted Sister fue una de las bandas más exitosas durante la primera parte de los ochenta. En la imagen, su vocalista Dee Snider en 2010.

En 1985 varias bandas siguieron publicando álbumes de estudio que, en ciertos casos, consiguieron mejores resultados en la lista de popularidad de los Estados Unidos. Theatre of Pain de Mötley Crüe, Seven Wishes de Night Ranger e Invasion of Your Privacy de Ratt se ubicaron entre los diez mejores; Under Lock and Key de Dokken, Asylum de Kiss, 7800° Fahrenheit de Bon Jovi y The Last Command de W.A.S.P. se posicionaron entre los cincuenta más vendidos; mientras que Down for the Count de Y&T, Come Out and Play de Twisted Sister, That's the Stuff de Autograph y The Right to Rock de Keel ingresaron entre los cien más vendidos. Por su parte, en ese mismo año Stryper puso a la venta su segunda producción Soldiers Under Command que alcanzó el puesto 84 en los Billboard 200. A pesar de que poseían un aspecto visual similar a las otras bandas glam y tenían una positiva reputación en la MTV, se diferenciaron del resto por sus letras orientadas hacia la religión y al cristianismo, haciendo popular al metal cristiano por aquel mismo período. 1985 fue también el año en que debutaron King Kobra, Hurricane, Rough Cutt, White Lion, Halloween y London, esta última fundada en 1978 y por la cual pasaron varios músicos del glam metal durante sus primeros años, tales como Nikki Sixx, Fred Coury, Blackie Lawless o Izzy Stradlin. Asimismo, en el mismo año la banda japonesa Loudness hizo su debut en el mercado estadounidense con Thunder in the East —después de cuatro álbumes publicados en su propio país—, que llegó hasta la posición 74 en el conteo local.

### Segunda ola (1986-1989)

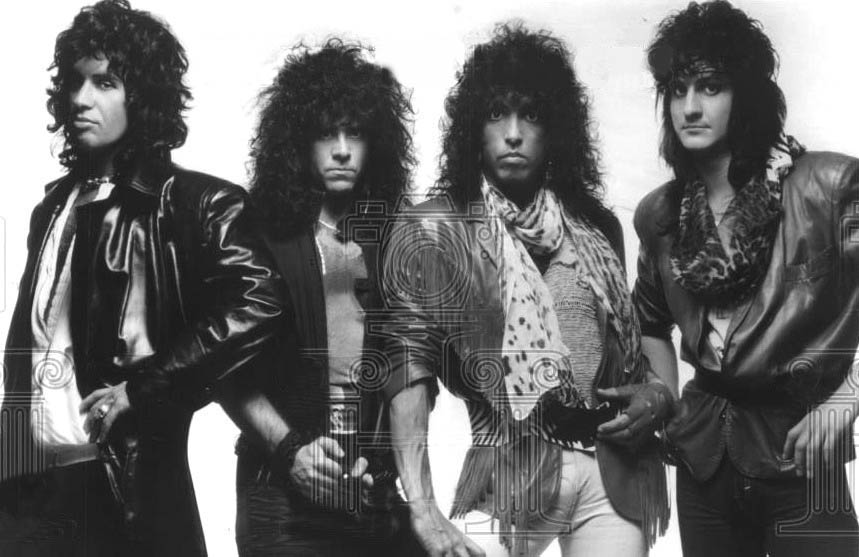
Kiss fue una de las primeras bandas consolidadas en adoptar algunos aspectos del glam metal. En la imagen, el grupo en 1984.

A mediados de la década de los ochenta el glam metal era uno de los estilos musicales más exitosos en los Estados Unidos, Canadá y en algunos países europeos. Por ese período el movimiento tenía la atención de los principales medios de comunicación estadounidenses, ya que sus canciones sonaban constantemente en las radios y sus videos musicales eran rotados con frecuencia en la MTV, incluso muchos de ellos aparecieron en la cima del conteo diario que realizaba la estación televisiva. La popularidad del glam metal obligó a los sellos discográficos a exigirles a las bandas consolidadas que adoptaran parte del estilo del movimiento, como el cabello voluminoso y letras más comerciales, con el fin de acaparar sus ventas con las nuevas agrupaciones. Por ese motivo, en la segunda mitad de los ochenta varias de ellas publicaron álbumes de estudio con un sonido diferente a sus anteriores producciones, algunos lograron un mayor éxito y buenas críticas, pero a otros no les fue nada de bien. Kiss fue una de las primeras bandas consolidadas en adoptar elementos del glam metal, primero en Lick It Up (1983), Animalize (1984) y Asylum (1985) y que continuó más tarde con Crazy Nights (1987) y Hot in the Shade (1989). Otras bandas que incluyeron algunos elementos del subgénero para acercarse a la corriente principal de esos años fueron Whitesnake (álbum homónimo de 1987 y Slip of the Tongue de 1989), Aerosmith (Permanent Vacation de 1987 y Pump de 1989), Alice Cooper (Constrictor de 1986, Raise Your Fist and Yell de 1987 y Trash de 1989), Scorpions (Savage Amusement de 1988), Judas Priest (Turbo de 1986), Accept (Eat the Heat de 1989), Saxon (Rock the Nations de 1986 y Destiny de 1988), David Lee Roth (Skyscraper de 1988), Bad Company (Holy Water de 1990), Celtic Frost (Cold Lake de 1988), Discharge (Grave New World de 1986), Sammy Hagar (I Never Said Goodbye de 1987), Krokus (Change of Address de 1986 y Heart Attack de 1988), Montrose (Mean de 1987), Ozzy Osbourne (The Ultimate Sin de 1986), Tokyo Blade (Ain't Misbehavin' de 1987), TSOL (Revenge de 1986 y Hit and Run de 1987), Uriah Heep (Equator de 1985), y Vanadium (Corruption of Innocence de 1987).

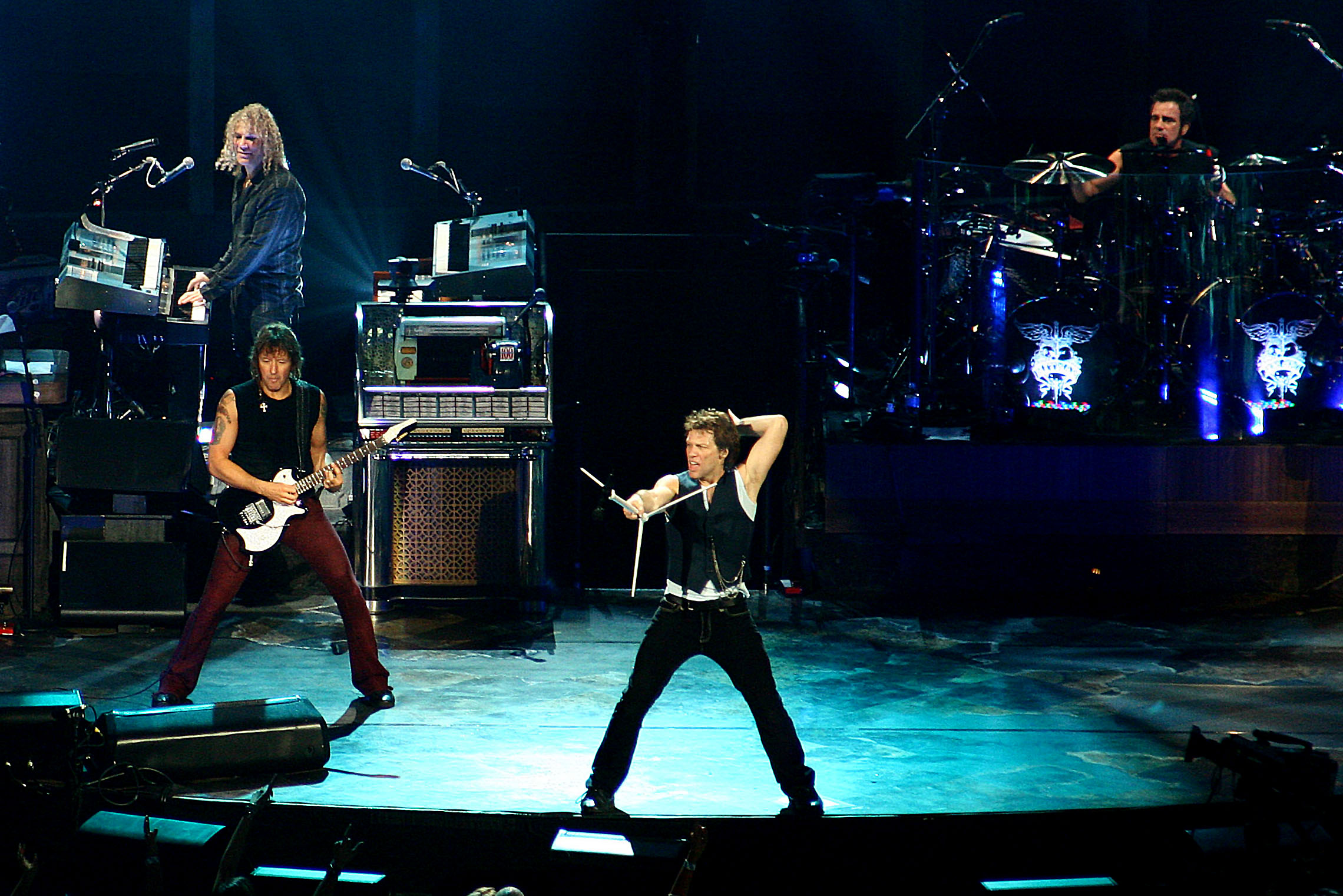
Slippery When Wet de Bon Jovi fue el álbum más vendido de 1987 en los Estados Unidos. En la imagen, la banda en vivo en 2007.

En 1986 se puso a la venta uno de los álbumes más exitosos del movimiento, Slippery When Wet de Bon Jovi. La tercera producción de la banda de Nueva Jersey llegó hasta la cima del Billboard 200 y dos de sus sencillos —«You Give Love a Bad Name» y «Livin' on a Prayer»— alcanzaron el número uno del Billboard Hot 100. Este se convirtió en el álbum más vendido de 1987 en los Estados Unidos y hasta 2008 había comercializado veintiocho millones de copias a nivel mundial. Otro disco que consiguió un positivo éxito ese año fue The Final Countdown, tercer álbum de estudio de la banda sueca Europe, que escaló hasta la octava casilla de la lista estadounidense. De las cuatro canciones que se publicaron para promocionar el disco, la power ballad «Carrie» y «The Final Countdown» se situaron entre los diez más vendidos en el conteo de sencillos estadounidense, incluso este último fue número uno en veinticinco países. A diferencia de los artistas mencionados, en ese mismo año las demás producciones consiguieron un menor éxito en la lista Billboard; Dancing Undercover de Ratt, QRIII de Quiet Riot y To Hell with the Devil de Stryper se ubicaron entre los cincuenta más vendidos; Inside the Electric Circus de W.A.S.P., The Final Frontier de Keel, Lightning Strikes de Loudness y Shot in the Dark de Great White en el top 100; mientras que Nasty Nasty de Black 'n Blue alcanzó la posición 110 y Menace to Society de Lizzy Borden solo llegó hasta el puesto 144. De igual manera, en 1986 más bandas del subgénero hicieron su debut como por ejemplo Poison, Cinderella, Tesla, Vinnie Vincent Invasion, White Tiger y Shark Island.

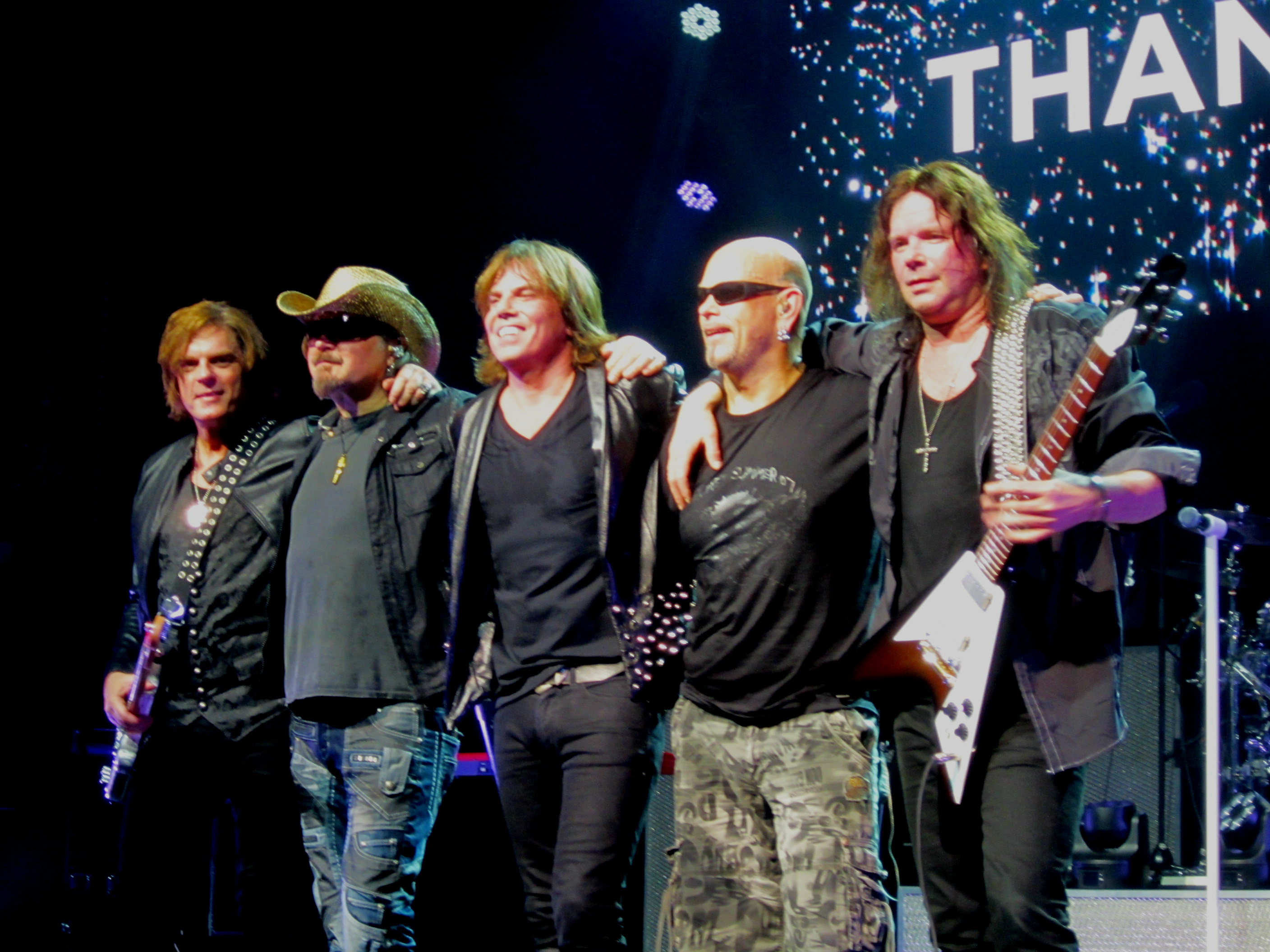
Los suecos Europe fueron una de las bandas de pop metal más populares en los años 80.

La producción de álbumes continuó en 1987, año en que se pusieron a la venta tres de los discos más exitosos asociados al subgénero. En mayo, Mötley Crüe publicó su cuarta producción Girls, Girls, Girls que alcanzó el segundo puesto en la lista Billboard, la posición más alta para uno de sus discos hasta entonces. Apoyado por el sencillo homónimo —puesto 12 en los Billboard Hot 100— y la constante rotación del video musical de «Wild Side» en la MTV, el álbum vendió más de dos millones de copias ese año en los Estados Unidos y en 1995 la RIAA lo certificó de cuádruple disco de platino. Dos meses después, Guns N' Roses hizo su debut con Appetite for Destruction, el cual ingresó en el puesto 182 de los Billboard 200 con una venta bastante lenta durante su primer año. En 1988 alcanzó finalmente el primer lugar de la lista estadounidense, apoyado por sus tres sencillos —«Welcome to the Jungle», «Sweet Child o' Mine» y «Paradise City»— los que se ubicaron entre los diez más vendidos del conteo respectivo. Con un sonido más cargado al hard rock de la década de los setenta y con una imagen menos glamorosa que otra banda nacida en Los Ángeles por esos años, el disco debut de Guns N' Roses vendió más de ocho millones de ejemplares en los Estados Unidos hasta 1989 y en 2008 la RIAA lo certificó dieciocho veces platino después de superar las dieciocho millones de copias solo en ese país. Por esa razón, en 2008 la revista Billboard citó a Appetite for Destruction como el álbum debut más vendido del mercado. Por último, en agosto Def Leppard lanzó al mercado Hysteria considerado por Phil Collen como la versión rock de Thriller de Michael Jackson, ya que cada canción podía ser un exitoso sencillo. La cuarta producción de los británicos llegó hasta el primer lugar del conteo estadounidense y siete de sus doce canciones ingresaron a los Billboard Hot 100, entre ellos las roqueras «Armageddon It», «Pour Some Sugar on Me» y la power ballad «Love Bites»; que se ubicaron en las casillas tres, dos y uno respectivamente. Citado por el crítico Steve Huey de Allmusic como el mejor álbum de pop metal alguna vez grabado, hasta 1998 Hysteria había vendido más de doce millones de copias solo en los Estados Unidos. Otras producciones que ingresaron en los Billboard 200 en ese año fueron Big Life de Night Ranger, Back for the Attack de Dokken, Crazy Nights de Kiss, Once Bitten de Great White y Pride de White Lion que se situaron entre los cincuenta más vendidos; Contagious de Y&T, el álbum homónimo de Keel y Tell No Tales de TNT se posicionaron entre los cien mejores; Love Is for Suckers de Twisted Sister, Visual Lies de Lizzy Borden y Loud and Clear de Autograph en el top 150; mientras que Hurricane Eyes de Loudness solo llegó hasta la casilla 190. Por su parte, en 1987 también fue el año en que debutó la banda angelina Faster Pussycat, los japoneses EZO, los galeses Tigertailz y las agrupaciones McAuley Schenker Group y Frehley's Comet, de los guitarristas ya consagrados Michael Schenker y Ace Frehley respectivamente.

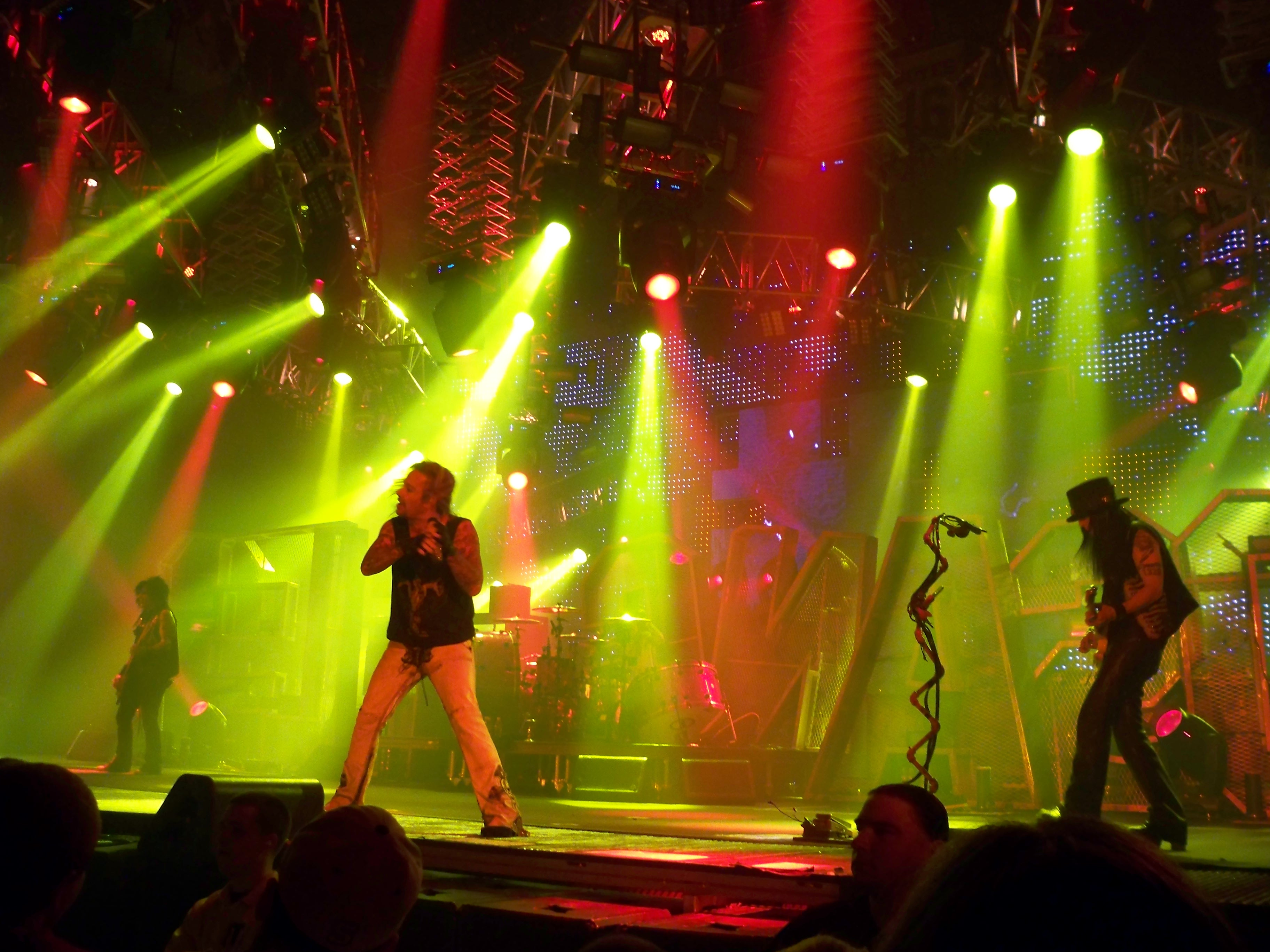
Mötley Crüe logró su único número uno en la lista Billboard 200 con el disco Dr. Feelgood (1989). En la imagen, la banda en vivo en 2008.

En 1988 salió al mercado New Jersey de Bon Jovi, que alcanzó el número uno en varios países como Estados Unidos, el Reino Unido o Australia, entre otros. En total cinco de sus sencillos lograron situarse entre los diez mejores del Billboard Hot 100, de los cuales «Bad Medicine» y la power ballad «I'll Be There for You» llegaron al primer puesto de la lista. En mayo del mismo año, Poison publicó su segunda producción Open Up and Say... Ahh!, que llegó hasta la segunda posición de la principal lista estadounidense, apoyado primordialmente por la power ballad «Every Rose Has Its Thorn», su único número uno en los Estados Unidos. Otras producciones que ingresaron en la lista estadounidense fueron G N' R Lies de Guns N' Roses y Long Cold Winter de Cinderella que se ubicaron entre los diez mejores; Reach for the Sky de Ratt, Lita de Lita Ford, In God We Trust de Stryper, Out of This World de Europe y Blow My Fuse de Kix entre los cincuenta más vendidos; Man in Motion de Night Ranger, Second Sighting de Frehley's Comet y Over the Edge de Hurricane se posicionaron entre los cien mejores; mientras que QR de Quiet Riot e In Heat de Black 'n Blue solo alcanzaron los puestos 119 y 133 respectivamente. Por otra parte, en el mismo año debutaron las bandas Britny Fox, Kingdom Come, Circus of Power, BulletBoys, Femme Fatale, L.A. Guns, Roxx Gang, Rock City Angels, Lillian Axe, Vixen y Winger.
En 1989 la quinta producción de estudio de Mötley Crüe Dr. Feelgood llegó hasta la cima del Billboard 200, siendo su único disco en lograr esa posición. Apoyado por cuatro sencillos, entre los que destacaron el tema homónimo y la power ballad «Without You», el disco vendió hasta 1997 más de seis millones de copias en los Estados Unidos. Otras producciones que ingresaron en el principal conteo estadounidense fueron ...Twice Shy de Great White que se situó en la novena casilla; mientras que The Great Radio Controversy de Tesla, Big Game de White Lion, Hot in the Shade de Kiss, Cooked & Loaded de L.A. Guns, The Headless Children de W.A.S.P., Wake Me When It's Over de Faster Pussycat e In Your Face de Kingdom Come se situaron entre los cincuenta más vendidos; Boys in Heat de Britny Fox y Save Yourself de McAuley Schenker Group se ubicaron entre los cien mejores; y por último, Master of Disguise de Lizzy Borden e Intuition de TNT llegaron hasta las posiciones 133 y 115 respectivamente. Por otro lado, en ese mismo año debutaron Babylon A.D., Bad English, Badlands, Bang Tango, Blue Murder, Bonham, Danger Danger, Dangerous Toys, Enuff Z'Nuff, Extreme, Giant, Gorky Park, Mr. Big, Nitro, Pretty Boy Floyd, Saraya, Shotgun Messiah, Skid Row, Tora Tora, Vain, Warrant y XYZ.
Al finalizar la década el glam metal seguía siendo uno de los subgéneros musicales más exitosos por esos años. No obstante, en la última parte del decenio sufrió varios cambios que en cierta manera pavimentó el camino a su desaparición. Uno de ellos fue que, desde 1987 en adelante, muchas de las nuevas bandas que emergieron eliminaron gran parte del característico maquillaje y la vestimenta colorida, asimilando una imagen más sucia y callejera, como también incluyeron elementos del blues rock y del rock sureño a su sonido. Esta nueva imagen visual y estilo musical motivó a la prensa a crear el subgénero sleaze rock —también llamado sleaze metal— con el fin de diferenciar estas agrupaciones de las primeras. Según el escritor Luca Signorelli, no todos los críticos concuerdan con dicha categoría, ya que afirman que las bandas catalogadas en ella no tienen ningún elemento que los haga especial, más que ser bandas de hard rock de los ochenta. Por su parte, varias bandas se disolvieron o separaron antes de comenzar el siguiente decenio como por ejemplo Rough Cutt en 1987; Twisted Sister, Madam X, Frehley's Comet y Vinnie Vincent Invasion en 1988; y Autograph, Dokken, Quiet Riot, Black 'n Blue, Keel, King Kobra y Night Ranger en 1989.

### Última ola (1990-1992)

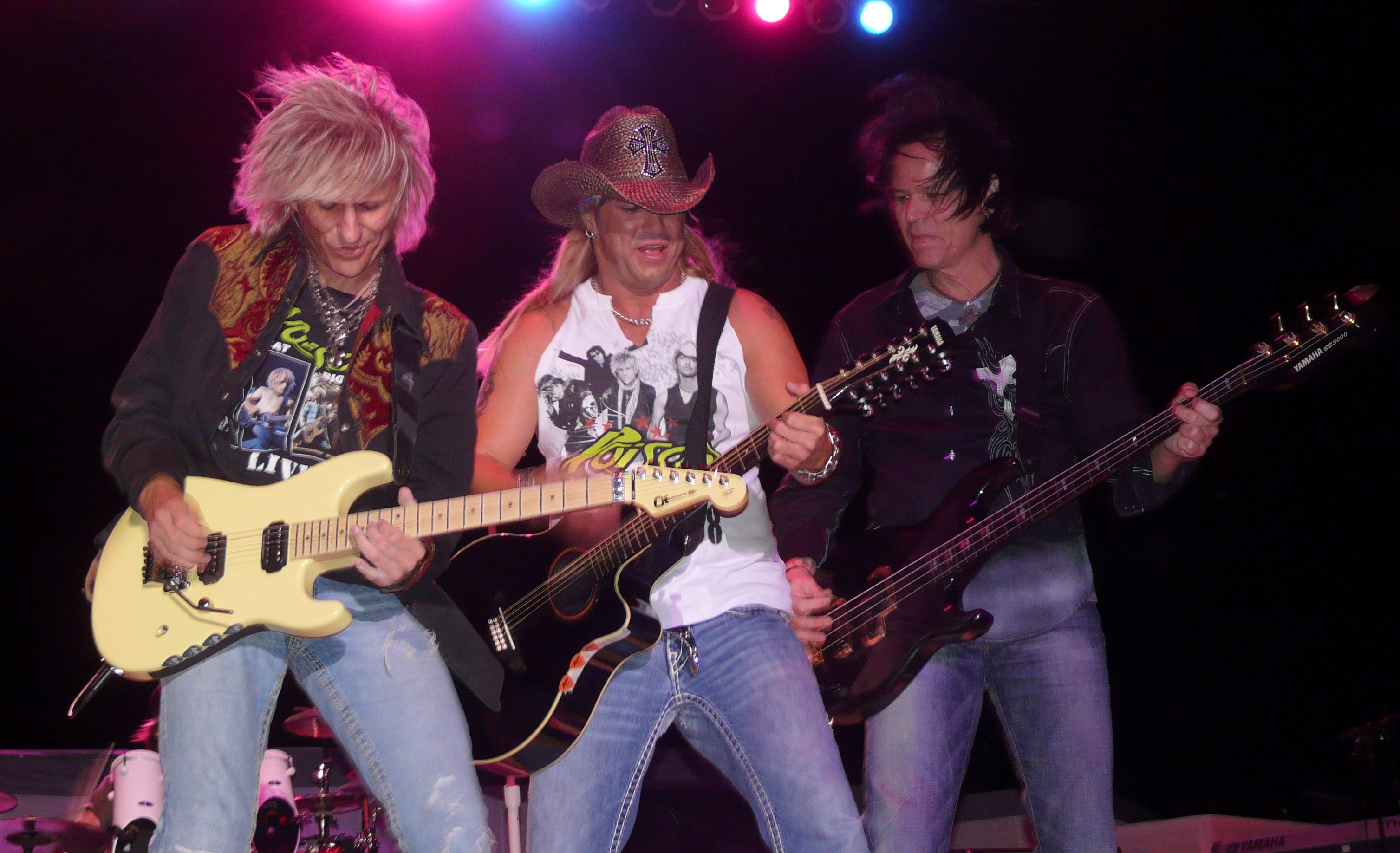
Flesh & Blood de Poison llegó hasta el segundo puesto de la lista Billboard 200 a principios de los años 1990. En la imagen, la banda en vivo en 2008.

Con el inicio de la década de los noventa el glam metal no sufrió mayores cambios y se mantuvo como uno de los subgéneros musicales más exitosos por aquel tiempo. Sin embargo, la separación de varias bandas a finales de la década anterior redujo la producción de nuevos discos en esta última etapa. A pesar de aquello, en 1990 algunos álbumes de estudio ingresaron en la principal lista estadounidense, entre ellos, Flesh & Blood de Poison, que logró alcanzar el segundo puesto, del cual cinco de sus canciones entraron en el conteo local de sencillos, entre ellas «Unskinny Bop» y «Something to Believe In» en las casillas 3 y 4 respectivamente. Por su parte, la segunda producción de Warrant Cherry Pie llegó hasta la séptima posición y Extreme II: Pornograffitti de Extreme se situó en el décimo puesto, apoyado principalmente por la power ballad «More Than Words», su único número uno en los Estados Unidos. Otras producciones que entraron en los Billboard 200 fueron Heartbreak Station de Cinderella, Detonator de Ratt, Against the Law de Stryper e In the Heart of the Young de Winger entre los cincuenta más vendidos; Stiletto de Lita Ford y Rev It Up de Vixen alcanzaron ambos el puesto 52, mientras que Ten de Y&T y Slave to the Thrill de Hurricane se situaron en las posiciones 110 y 125 respectivamente. Por otro lado, en ese mismo año también debutaron Alias, Damn Yankees, Firehouse, Love/Hate, Lynch Mob, Nelson, The Quireboys, Slaughter, Steelheart y Trixter.
En 1991 se puso a la venta Slave to the Grind de Skid Row, que alcanzó el primer lugar en la lista estadounidense, convirtiéndose en el primer disco en debutar en el puesto número uno desde que Billboard comenzara a utilizar los datos de Nielsen SoundScan, marcando un hito en la historia de la revista estadounidense. Otras producciones en obtener buenas posiciones en los Estados Unidos fueron Psychotic Supper de Tesla (puesto 13), Lean into It de Mr. Big (puesto 15) y Hooked de Great White (puesto 18). A diferencia de ellos, los demás discos lanzados en ese mismo año obtuvieron un menor éxito en el conteo local: Mane Attraction de White Lion, Hot Wire de Kix, Hellacious Acres de Dangerous Toys, Hollywood Vampires de L.A. Guns, Backlash de Bad English y Freakshow de BulletBoys se ubicaron entre los cien más vendidos; Dangerous Curves de Lita Ford, Dancin' on Coals de Bang Tango, Screw It! de Danger Danger, Voodoo Highway de Badlands y Strength de Enuff Z'Nuff lograron situarse entre los 150 más vendidos; mientras que Second Coming de Shotgun Messiah solo llegó hasta la posición 199. Por su parte, en ese mismo año también debutaron Contraband, Harem Scarem, Saigon Kick y Tuff.

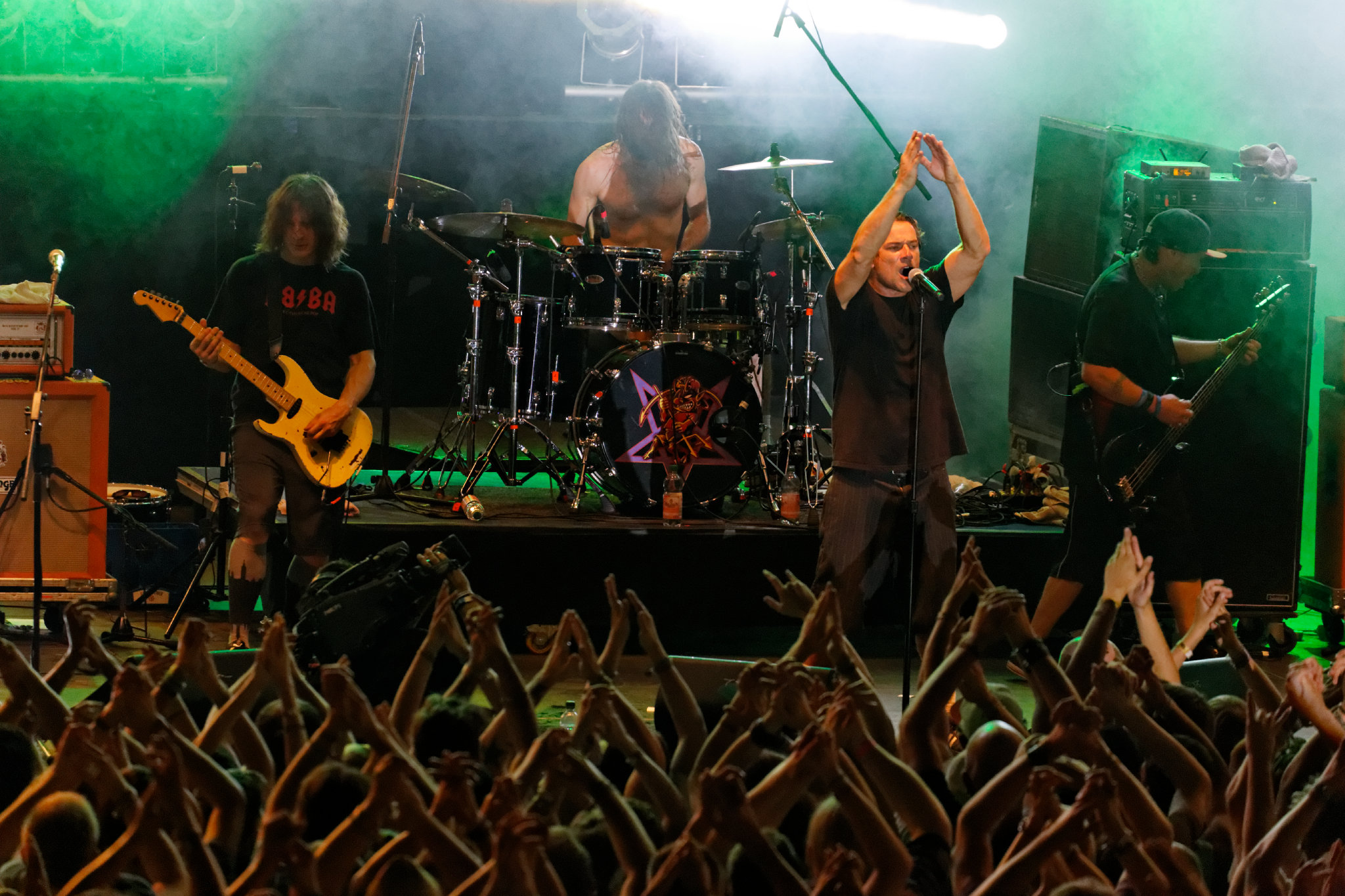
Ugly Kid Joe fue una de las últimas bandas asociadas al subgénero. En la imagen, el grupo en vivo en 2013.

En 1992 la producción de álbumes de estudio mantuvo al glam metal vigente en los mercados mundiales, no obstante, el cambio de los gustos musicales de los jóvenes obligó a varias agrupaciones a dejar atrás algunas características principales del subgénero como la imagen exagerada y las letras divertidas con el fin de asimilarse a los nuevos tiempos. Por esa razón, de acuerdo con el crítico Luca Signorelli, 1992 es considerado el último año en que el glam metal logró notoriedad. El disco más exitoso de ese año fue Adrenalize de Def Leppard, ya que llegó hasta el primer lugar de la lista Billboard, siendo su segunda producción consecutiva en alcanzar dicha posición. De igual manera, Keep the Faith de Bon Jovi, Revenge de Kiss y The Wild Life de Slaughter se ubicaron entre los diez más vendidos; Don't Tread de Damn Yankees, Dog Eat Dog de Warrant, Hold Your Fire de Firehouse, The Lyzard de Saigon Kick, Whipped! de Faster Pussycat y el álbum homónimo de Lynch Mob lograron el top cien; Psycho City de Great White, Hear! de Trixter, Wild America de Tora Tora y Tangled in Reins de Steelheart se posicionaron entre los 150 mejores; mientras que M.S.G. de McAuley Schenker Group solo llegó hasta el puesto 180. Por su parte, en ese mismo año debutaron las últimas bandas relacionadas al subgénero Jackyl, T-Ride y Ugly Kid Joe.

### Decadencia (1992-1999)

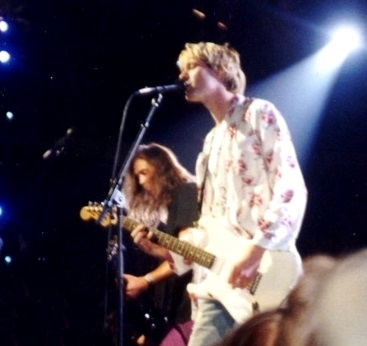
La aparición del grunge es considerada como el factor principal de la caída del glam metal. En la imagen, Nirvana, una de las principales agrupaciones de ese estilo.

Para mediados de 1992 el glam metal perdió inesperadamente su popularidad, ya que la introducción de nuevos estilos musicales en los medios de comunicación estadounidenses, los nuevos gustos del público y la sobrexplotación y los excesos del mismo lo llevaron a su decadencia. En este último aspecto, el documental The Decline of Western Civilization Part II: The Metal Years de 1988 ayudó, involuntariamente, a crear una reacción negativa contra él, ya que exhibió los excesos de los músicos y sus fanáticos. Sin embargo, una de las razones significativas del final del glam metal fue la aparición del grunge, subgénero del rock alternativo que surgió en Seattle casi al mismo tiempo que la escena angelina tenía la atención de los medios. Con una estética simple y con letras orientadas al descontento social, bandas como Alice in Chains, Soundgarden, Pearl Jam y Nirvana conquistaron los gustos del público. Poco a poco el glam perdió popularidad ante estas nuevas agrupaciones, hasta el punto que las power ballads, una de las fórmulas más exitosas en la década de 1980 y principios de los 90, ya no llamaba la atención de los jóvenes.
El éxito que consiguió el álbum Nevermind de Nirvana, con ventas que superaron los cuatro millones de discos solo en los Estados Unidos hasta finales de 1992, influyó en que los medios de comunicación se enfocaran en el grunge, relegando al glam a pequeños espacios durante la noche. Como consecuencia de ello, el programa de la MTV Headbangers Ball, uno de los que ayudó a potenciar al subgénero con una sintonía de más de 1,3 millones de espectadores a la semana, fue abruptamente cancelado en 1994. Incluso la radio angelina KNAC reemplazó todos sus programas de metal por contenido en español. El suceso inesperado de los artistas del grunge y del rock alternativo, como Red Hot Chili Peppers y Jane's Addiction, provocó que muchas bandas se separaran al no conseguir contratos discográficos, mientras que otras tantas siguieron publicando álbumes durante el resto de los 90, pero con un sonido muy diferente al original y sin el éxito de antaño.

### Resurgimiento en los años 2000

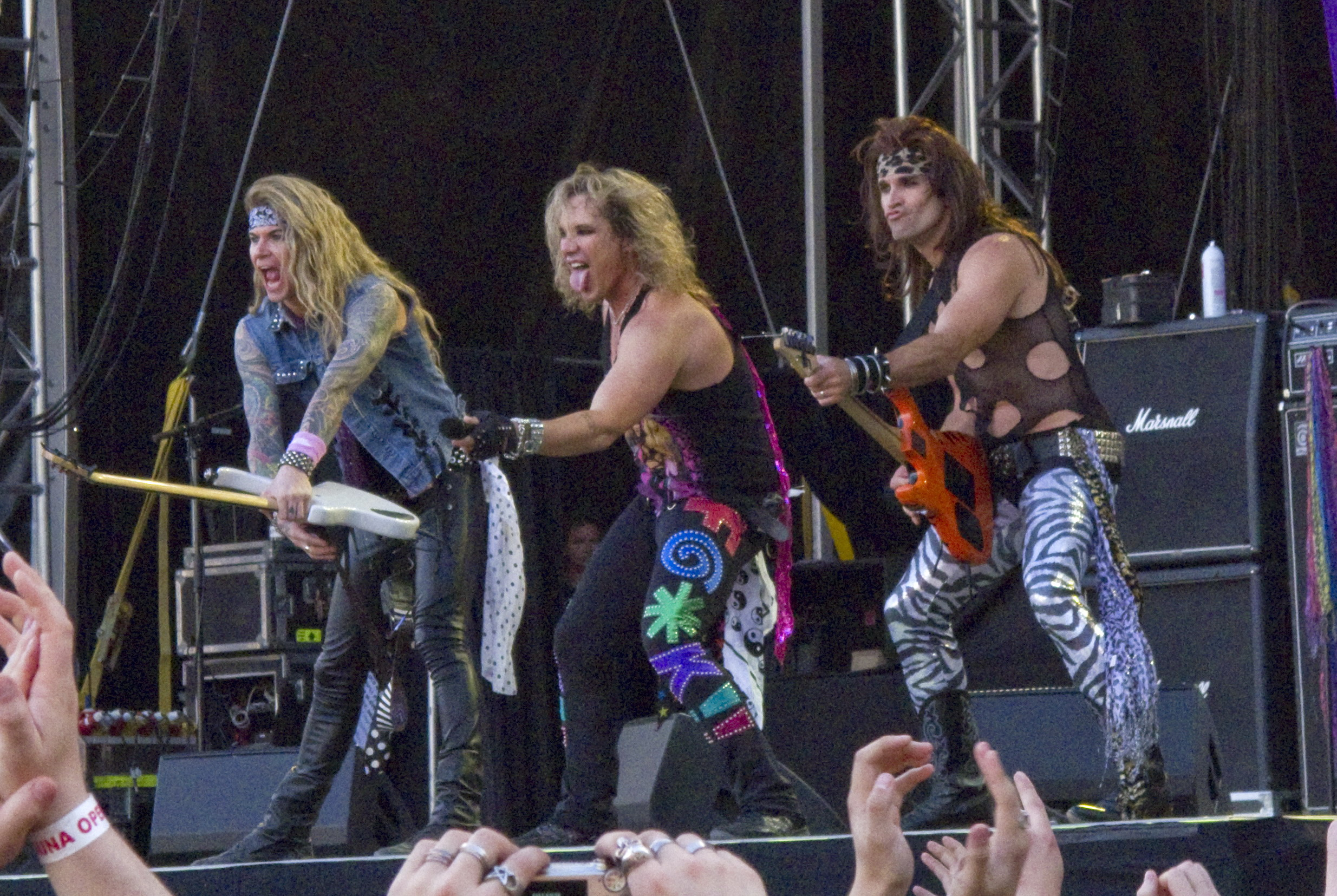
Steel Panther fue una de las nuevas bandas nacidas en los 2000. En la imagen, el grupo en vivo en 2010.

Para finales de la década de 1990 y principios de los años 2000 el glam metal vivió un resurgimiento en los Estados Unidos, gracias a varios eventos impulsados por la industria musical. En 1998 el canal de televisión VH1 patrocinó la gira Rock Never Stops Tour, que reunió a las principales bandas del subgénero para una serie de presentaciones por los Estados Unidos y que se realizó de manera consecutiva hasta 2005. Al año siguiente el sello Razor & Tie publicó la primera edición de Monsters Ballads, un disco que recopiló las principales power ballads del subgénero y que vendió más de un millón de copias en 1999 en los Estados Unidos. En 2006 la escena glam del Sunset Strip fue el tema principal del musical Rock of Ages, que después de obtener éxito en Los Ángeles se estrenó en el circuito de Broadway de Nueva York en 2008 y cuatro años más tarde se adaptó al cine. Por su parte, en 2007 se inauguró el festival Rocklahoma en Pryor Creek (Oklahoma), que de acuerdo con Billboard ha ayudado a revivir el movimiento. Como consecuencia de ello, varias bandas se reunieron y publicaron nuevos álbumes de estudio con el pasar de los años, aunque no con la imagen y el sonido de la década de los 80, sino más bien con un estilo ligado al hard rock y al pop rock.
De acuerdo con el crítico y escritor Martin Popoff, el glam metal ha regresado a la industria musical gracias a las constantes giras musicales, el apoyo de los festivales de música y la necesidad del público por recordar el movimiento, pero no ha logrado el masivo éxito de antaño. Adicionalmente, a principios de los años 2000 surgieron nuevas bandas que han tomado algunas características del subgénero como por ejemplo los británicos The Darkness, los estadounidenses Steel Panther y Beautiful Creatures, los franceses Black Rain, y los escandinavos Vains of Jenna, Crashdïet, H.E.A.T, Hardcore Superstar y Reckless Love. A su vez, las agrupaciones de metalcore Blessed by a Broken Heart y Black Veil Brides modificaron su imagen y música hacia el glam, incluso estos últimos añadieron características góticas a la imagen tradicional del subgénero.